# Gratian (Usurpator)
Gratian (* im 4. Jahrhundert; † 407) war ein spätantiker römischer Usurpator in Britannien, der von den dortigen Truppen im Jahr 407 zum römischen Kaiser erhoben wurde. 

## Leben
Gratian wurde als Nachfolger des Usurpators Marcus erhoben, über den nichts bekannt ist, außer dass er Soldat war und von unzufriedenen Truppen zum Kaiser proklamiert wurde. Marcus erfüllte offenbar nicht die Erwartungen der Soldaten und wurde nach nur sehr kurzer Zeit ermordet. Gratian selbst blieb allerdings auch nur für etwa vier Monate an der Macht (Olympiodoros, frg. 12). 
Nach Orosius soll Gratian ein einheimischer Brite gewesen und aus der lokalen, städtischen Aristokratie gekommen sein, gehörte also nicht dem Militär an. Am 31. Dezember 406 hatten verschiedene germanische Stämme, darunter die Vandalen, Burgunden, Sueben sowie die iranischen Alanen, den Rhein bei Mainz überschritten und brachen somit in das römische Reich ein (siehe Rheinübergang von 406). Die römischen Truppen in Britannien wollten angeblich zu Hilfe kommen (Zosimos 6,3), doch ordnete Gratian an, dass sie in der Provinz bleiben sollten. Die Soldaten ermordeten daraufhin Gratian und erhoben Konstantin III. zum Kaiser, der auch tatsächlich nach Gallien zog, um gegen die Germanen zu kämpfen. Damit entblößte er Britannien allerdings auch von den letzten Einheiten des Feldheeres und beschleunigte somit den Zusammenbruch der römischen Verwaltungsordnung auf der Insel.
Gratian erscheint vielleicht als Gracianus Municeps bei dem mittelalterlichen Historiker Geoffrey von Monmouth in dessen Historia Regum Britanniae.